# 楽器挫折者救済合宿

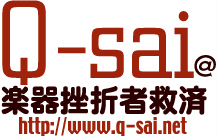
ロゴマーク

楽器挫折者救済合宿（がっきざせつしゃきゅうさいがっしゅく）は、ミュージシャン「きりばやしひろき」と株式会社スロウカーブが企画・運営する音楽合宿。2011年12月1日より運営はQuiree株式会社に移行。

## 概要
その名の通り、楽器に挫折してしまった人、あるいは未だ一度も楽器に触れたことのない人が、この合宿を通じて楽器を演奏する醍醐味を味わい、誰の心にも潜んでいる「音楽」へのモチベーションを高めるというもの。主宰者のきりばやしひろきが執筆した、この合宿の関連書も多数出版されているほか、合宿にとらわれない様々なイベントなどの活動も行なっている。参加者は、楽器未経験者から経験者まで、下は小学生から上は70歳代までと幅広い。

## 合宿・イベント
楽器挫折者救済合宿では、さまざまな合宿・イベントを開催している。

### 楽器挫折者救済合宿
- in 河口湖

河口湖の音楽民宿「さんすい」に宿泊し、2泊3日で楽器未経験者・挫折者を指導し、最終日に参加者がバンド演奏の発表会を行う合宿。月1回ペースで開催。
- 三線の日スペシャル

3月4日（三線の日）に沖縄県読谷村で行われるRBCiラジオ主催の総勢800人での三線セッションイベントに参加することを目標とした合宿。3月2日～4日の2泊3日、沖縄県恩納村に宿泊して、きりばやしひろきと大城講師より三線の指導を受ける。通常の合宿よりイベント色が強く、美ら海水族館等への観光ツアーも含まれている。
- 南足柄キャンプスペシャル

夏休み期間中は河口湖の音楽民宿「さんすい」の使用が困難なため、神奈川県の南足柄にて合宿を開催する。2006年は1泊2日の日程で、楽器はアコースティックギターのみであったが、2007年は2泊3日で、河口湖と同様にバンド形式となった。夜はキャンプファイヤーを行う。
- in 月出小学校

2004年より毎年開催されている夏休み特別企画の合宿。会場として千葉県市原市にある廃校となった月出小学校を使用する。

### 日帰りアコースティックギター合宿
- 六本木ヒルズ「アーテリジェントスクール」

六本木ヒルズ49階、50階のアカデミーヒルズにて開催されているアーテリジェントスクールの一講座。アコースティックギターの未経験者・初心者を対象とし、2時間で1曲の課題曲を演奏できるように指導するもの。

### 合宿参加者向けイベント
- 秋のQ-sai大感謝sai

その年の合宿参加者を対象とした年1回のイベント。都内のライブハウスを借り切り、合宿参加者がバンド演奏を披露する。このイベント向けに、都内の練習スタジオにて、バンドメンバー募集や演奏のレベルアップを目的として、講師きりばやしひろきが演奏を指導する「大感謝sai向け日帰り即席バンド合宿」も行われる。

### 過去の企画
- 映画『タイヨウのうた』スペシャル

2006年7月に開催された特別企画。『タイヨウのうた』の主題歌「Good-bye days」をアコースティックギターで奏でられるようになることを目標とした合宿。1泊2日の合宿で、最終日に映画館藤沢オデヲンにて、映画上映後にお客様の前で演奏した。
- with 木暮“shake”武彦「60年代＆70年代 ロックセッション」

2006年11月に開催された特別企画。元レッド・ウォーリアーズのギタリスト木暮武彦と60年代＆70年代の洋楽ロックバンドの曲をセッションすることを目標とした合宿。河口湖の2泊3日の合宿で、最終日の発表会に木暮武彦がセッションに参加。11月23日の「秋のQ-sai大感謝sai」でも、木暮武彦が参加者と一緒にセッションを行った。
- FINCH LIQUER FCイベント「富士の麓で音楽合宿」

2006年5月と12月に開催されたファンクラブの貸切企画。SHILFEE AND TULIPCOROBOCKLESのファンクラブ「FINCH LIQUER」が、河口湖の合宿を借り切る形で行われた。通常の楽器コースに加え、SHILFEE AND TULIPCOROBOCKLESの古川が指導するボーカルコースも用意された。

## 講師＆アシスタント
- きりばやしひろき

主宰者。講師。ドラム、ギター、ベース、鍵盤楽器など、あらゆる楽器を指導。その厳しい指導ぶりから「鬼講師」とも呼ばれている。
- 宇野振一

アシスタント。主にギターを指導。
- 加藤貴之

アシスタント。主にドラムを指導。

## 出版
- 楽器挫折者救済合宿～ギター・ジャカジャカ～
- 楽器挫折者救済ピース vol.1～4
- 大人のための3日間楽器演奏入門～誰でもバンド演奏できるプロの裏ワザ～

### オンラインクリニック
サイト上に、以下の救済ツールが用意されている。
- 楽器挫折者救済BBS「RES-Q」

掲示板にて、楽器に関してあらゆる質問ができる場所。質問の投稿、それに対する回答は誰でも可能だが、きりばやしひろきが回答することが多い。
- 「Q-sai Tools」

ギター、ベース、ウクレレのチューニングが出来るチューナーとメトロノームが用意されている。
→「オンラインチューナー」に統合

### 宇野振本舗
アシスタントの宇野振一が店長を務めるオンラインショップ。ただし、アフィリエイトで商品を紹介しているもので、直接販売しているものではない。
講師やアシスタントが薦める楽器・機材などの音楽関連商品や、合宿で演奏された曲が入ったCDなどを取り扱っている。